# Cavana (Venise)

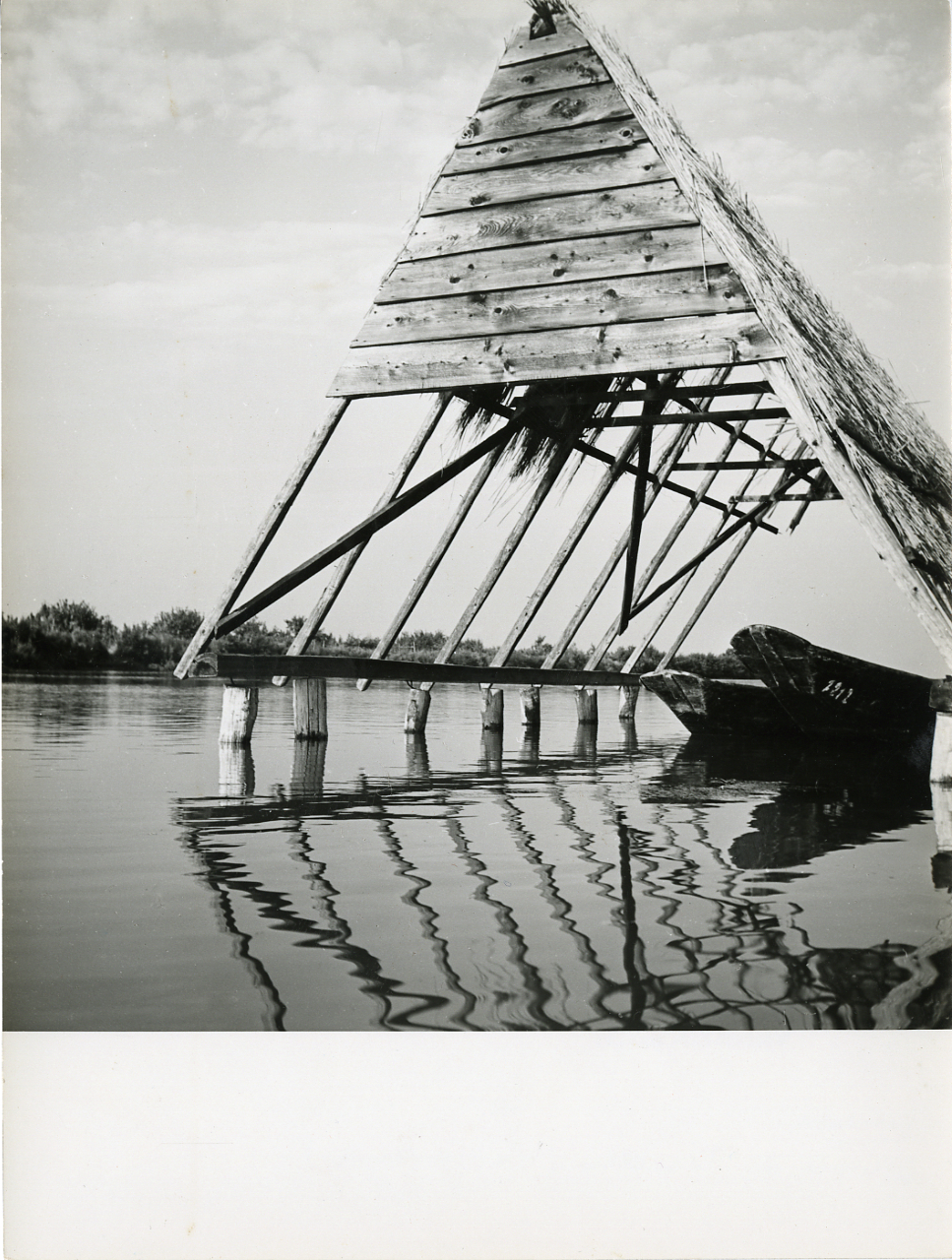
Une cavana traditionnelle de la Lagune de Venise photographiée par Paolo Monti en 1955.

La cavàna est le nom qui désigne le garage maritime des embarcations de la lagune de Venise.

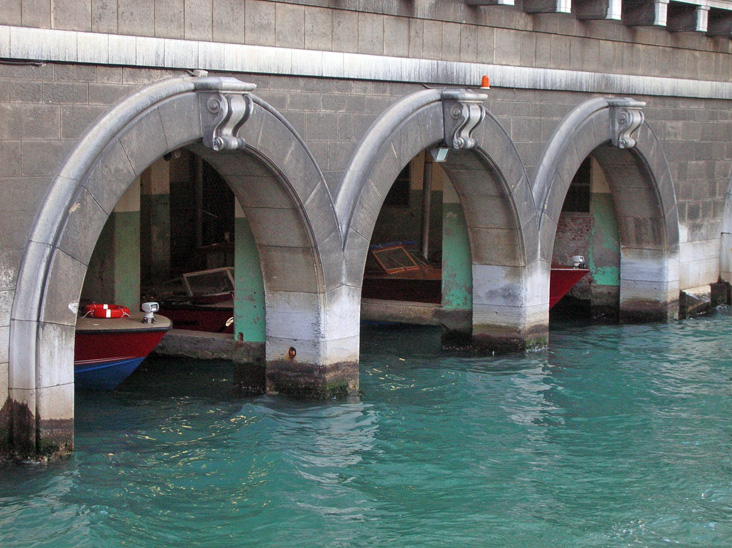
La cavana des pompiers de Venise.

Le terme dérive probablement de cabane (en italien: capanna); en effet, les gravures anciennes vénitiennes représentent, le long des canaux, des abris pour les bateaux, couverts de feuillage, semblables à une cabane. Au fil du temps, ce genre d'abri a été aménagé au niveau de la voie d'eau dans le corps des bâtiments, habituellement des palais nobiliaires ou adapté aux entrepôts de marchandises.
Dans la terminologie des gondoliers et des bateaux taxi (en italien : motoscafi), l'expression « andar in cavàna » indique la mise à l'abri de l'embarcation de travail et la fin de la journée de travail.

## Sources
- (it) Cet article est partiellement ou en totalité issu de l’article de Wikipédia en italien intitulé « Cavana » (voir la liste des auteurs).